# Robert Warschauer senior
Robert Wilhelm Adolphe Warschauer (* 2. September 1816 in Königsberg; † 2. November 1884 in Berlin) war ein deutscher Bankier und Gründer des Bankhauses Robert Warschauer & Co.

## Leben
Sein Vater war Marcus Warschauer (1765–1835), Kaufmann und Bankier aus Breslau, welcher in die Bankiersfamilie Oppenheim in Königsberg eingeheiratet hatte und von welchem das Bankhaus Oppenheim & Warschauer seit 1805 mitgeleitet wurde. Seine Mutter Rebecca (1784–1865) war die Tochter des Bankiers Wolff Oppenheim (1753–1828) und Schwester des Bankiers Martin Wilhelm Oppenheim. Robert Warschauer und seine Geschwister wurden getauft, während der Vater selbst im Judentum verblieb.
Robert Warschauer war von 1839 bis 1868 Teilhaber des Bankhauses Oppenheim & Warschauer, wo er 1846–1852 auch als unbesoldeter Stadtrat wirkte. 1840 ehelichte er Marie Josephine (1822–1891), die älteste Tochter des Berliner Bankiers Alexander Mendelssohn.
1848 siedelte Robert Warschauer nach Berlin über und gründete 1849 das Bankhaus Robert Warschauer & Co. als Filiale des Königsberger Bankhauses Oppenheim & Warschauer. Der Prokurist Eduard Hermann Veit (1824–1901) wurde 1869 Teilhaber. Der spätere Besitzer der Schwartzschen Villa in Berlin-Steglitz, Carl Schwartz, wurde 1862 Prokurist und 1883 Teilhaber. Die Bank war zunächst in der Charlottenstraße 48 ansässig und zog 1859 in ein größeres Haus in der Behrenstraße 48, welches Robert Warschauer gekauft hatte. 1868 trennte er sich vom Mutterhaus in Königsberg. Sein Vetter und bisheriger Teilhaber Rudolph Oppenheim gründete daraufhin das Bankhaus R. Oppenheim & Sohn, welches bald ebenfalls nach Berlin übersiedelte.
Im Erdgeschoss des um 1800 gebauten und 1909 abgebrochenen zweigeschossigen Hauses Behrenstraße 48 waren die Geschäftsräume untergebracht, das Obergeschoss diente der Familie Robert Warschauers, später dann auch der seines Sohnes Robert Warschauer junior als Privatwohnung.
1850 trat das Bankhaus Robert Warschauer & Co. dem Berliner Kassenverein bei, 1856 war es an der Gründung der Berliner Handels-Gesellschaft beteiligt. 1856 bis 1865 engagierte sich Robert Warschauer im Ältesten-Kollegium der Berliner Kaufmannschaft und hütete sich, als Privatbankier die Höhe seines Eigenkapital zu nennen. Auch war er Mitglied in der Gesellschaft der Freunde, dem kulturellen Zentrum der jüdischen Gemeinde und damals wichtigsten Verein des Berliner Judentums.
Im Zusammenhang mit dem Aufstieg Berlins zum Bank- und Börsenplatz entwickelte sich das Bankhaus Robert Warschauer & Co. schon bald zu einem der renommiertesten und kapitalkräftigsten Bankhäuser Preußens und Robert Warschauer & Co. expandierten durch Kredite für die Industrialisierung, Eisenbahnbau und Staatsanleihen, besonders in Russland.
Um 1870 erbaute Warschauer in Charlottenburg am Knick der damaligen Berliner Straße 31/32, unweit des heutigen Ernst-Reuter-Platzes, eine von Martin Gropius und Heino Schmieden entworfene Villa. Das Grundstück war seit den 1840er Jahren in seinem Besitz. Zunächst befand sich dort nur ein kleines Haus, das später auch als Gästehaus genutzte sogenannte „Biedermeierhaus“, das ebenso wie die spätere Villa von der Familie in der Regel im Sommer bewohnt wurde. Während des Winters lebten die Warschauers in ihrem Berliner Domizil in der Behrenstraße. Die Charlottenburger Sommerfrische bestand aus dem Haupthaus, der Villa am Knie und einer Parkanlage, in welcher sich eine überdachte Kegelbahn, ein Tennisplatz, Gewächshäuser, das biedermeierliche Gästehaus und eine Gartenhalle befand. Für die neue Villa fertigte ab 1871 der Maler Rudolf Henneberg sieben Wandbilder mit historisierenden Motiven, die patriotische Szenarien unter Verwendung familiärer Physiognomien darstellten. In der 5. Auflage von Meyers Konversations-Lexikon (1895) wurde der Bilderzyklus als durch den Deutsch-Französischen Krieg von 1870/71 angeregt und als patriotisch gewürdigt. Diese Wandbilder wurden kürzlich in einem späteren Wohnhaus der Warschauers in Grunewald aufgefunden.
Die patriotische Familie Robert Warschauers war um die Wende zum 20. Jahrhundert der größte Steuerzahler der Stadt Charlottenburg, die zeitweise die preußische Stadt mit dem höchsten Steueraufkommen pro Kopf war.
1878 erlitt Robert Warschauer einen Schlaganfall und konnte die Leitungsfunktion in seinem Bankhaus fortan nicht mehr wahrnehmen. 1882 trat sein Sohn als Teilhaber in die Leitung der Bank ein.
Robert Warschauer senior starb 1884 im Alter von 68 Jahren in Berlin. Beigesetzt wurde er auf dem Friedhof III der Jerusalems- und Neuen Kirche vor dem Halleschen Tor. Das Erbbegräbnis befand sich an der Nordseite des Friedhofs und wurde in den 1960er-Jahren bei der Verlängerung der Blücherstraße über diesen Friedhofsteil hin zum Mehringdamm zerstört.

## Nachkommen

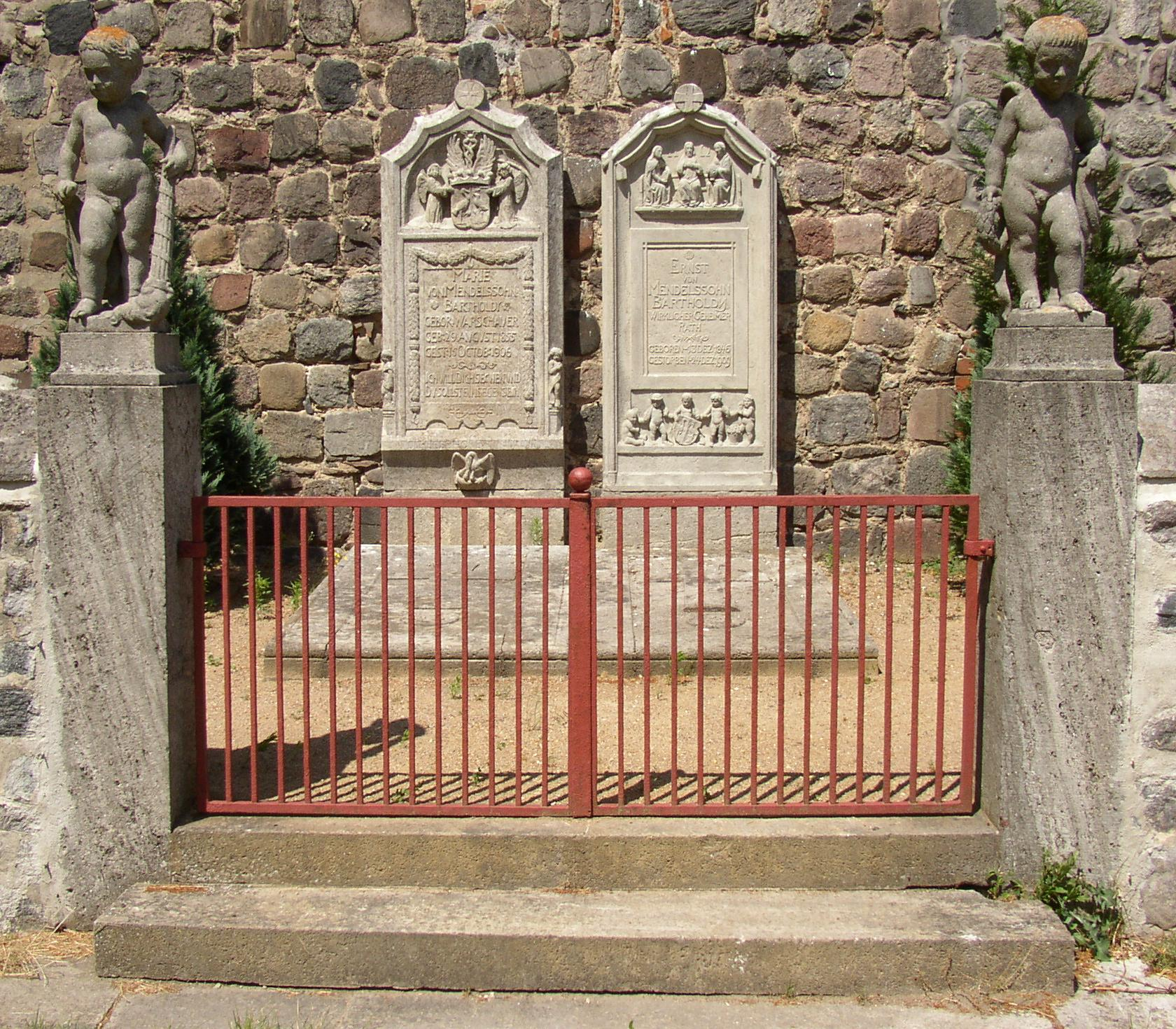
Grab von Marie (1855–1906) und Ernst von Mendelssohn-Bartholdy (1846–1909) an der Dorfkirche Börnicke

- Anna Marie Emilie Josephine Warschauer (1841–1866) ⚭ Ludwig Johann Passini
- Marie Margarethe Marianne Clara Warschauer (1855–1906) ⚭ Ernst von Mendelssohn-Bartholdy
- Robert Warschauer (1860–1918) ⚭ 1) Katharina Eckert (1864–1900), ⚭ 2) Adéle Thévoz (1877–1941)